# Atlanta Falcons
Los Atlanta Falcons (en español: Halcones de Atlanta) son un equipo profesional de fútbol americano de los Estados Unidos con sede en Atlanta, Georgia. Compiten en la División Sur de la Conferencia Nacional de la National Football League (NFL) y disputan sus encuentros como locales en el Mercedes-Benz Stadium.
Los Falcons se unieron a la NFL en 1966 como un equipo de expansión, después de que la NFL le ofreciera al entonces propietario, Rankin Smith, una franquicia para que no se uniera a la liga rival; la American Football League (AFL). A su vez, la AFL le concedió una franquicia a Miami (Miami Dolphins).

## Historia

### Comienzos
El fútbol americano profesional llegó a Atlanta en 1962, cuando la American Football League (AFL) organizó dos partidos de pretemporada; Denver Broncos vs. Houston Oilers y Dallas Texans contra los Oakland Raiders. Dos años más tarde, la AFL celebró otra exhibición, esta vez con los New York Jets frente a los San Diego Chargers.
En 1965 se construye el Atlanta-Fulton County Stadium, momento en el que la ciudad de Atlanta sentía que era el momento de poseer un equipo de fútbol profesional. Un grupo independiente que había participado activamente en las promociones de exhibición de la NFL en Atlanta, solicitó franquicias tanto en la AFL como en la NFL, actuando completamente por su cuenta sin la garantía de los derechos del estadio. Sin embargo, otro grupo informó que había depositado dinero.
Algunos empresarios locales llegaron a un acuerdo y se adjudicaron una franquicia de la AFL, el 7 de junio de 1965. Sin embargo, el comisionado de la NFL, Pete Rozelle, que había estado en contacto con los empresarios de Atlanta, fue impulsado por el interés de la AFL y se dirigió a Atlanta para bloquear la pretensión de la liga rival de la ciudad de Atlanta. Debido a que tanto la NFL como la AFL querían poseer al equipo de Atlanta en su liga, se obligó a la ciudad a hacer una elección entre las dos ligas. El 30 de junio, la ciudad escogió a Rankin Smith y la NFL.
El Atlanta Falcons Football Club recibió su apodo el 29 de agosto de 1965. Julia Elliott, una maestra de escuela de Griffin, así como muchas otras personas sugirieron "halcones" como el apodo para la nueva franquicia de Georgia en la NFL. Ella escribió: "el halcón es orgulloso y digno, con gran coraje y lucha. Nunca deja caer su presa. Es mortal y tiene una gran tradición deportiva".

### Era Dan Reeves (1997-2003)
Dan Reeves llegó a los Falcons en 1997, supliendo a June Jones. En su primera temporada con los Falcons, Reeves mejoró el récord de la temporada pasada (3-13), consiguiendo un 7-9.
La segunda temporada (1998) fue la mejor con Reeves y la mejor en la historia de la franquicia. Los Falcons terminaron la temporada regular con un 14-2, ganando los playoffs divisionales frente a los San Francisco 49ers 20-18, y ganando en el campeonato de conferencia a los Minnesota Vikings -que habían sido el mejor equipo en temporada regular (15-1)- 30-27. En la Super Bowl XXXIII se enfrentaron contra los vigentes campeones, los Denver Broncos, donde perdieron 34-19. Por la gran temporada que logró, Reeves fue nombrado Entrenador del Año.
En las cuatro temporadas siguientes, los Falcons sólo se clasificaron a playoffs en 2002, donde ganaron a los Green Bay Packers en Wild Cards 27-7, para luego perder frente a los Philadelphia Eagles en divisionales, 20-6.

## Estadio

### Mercedes-Benz Stadium

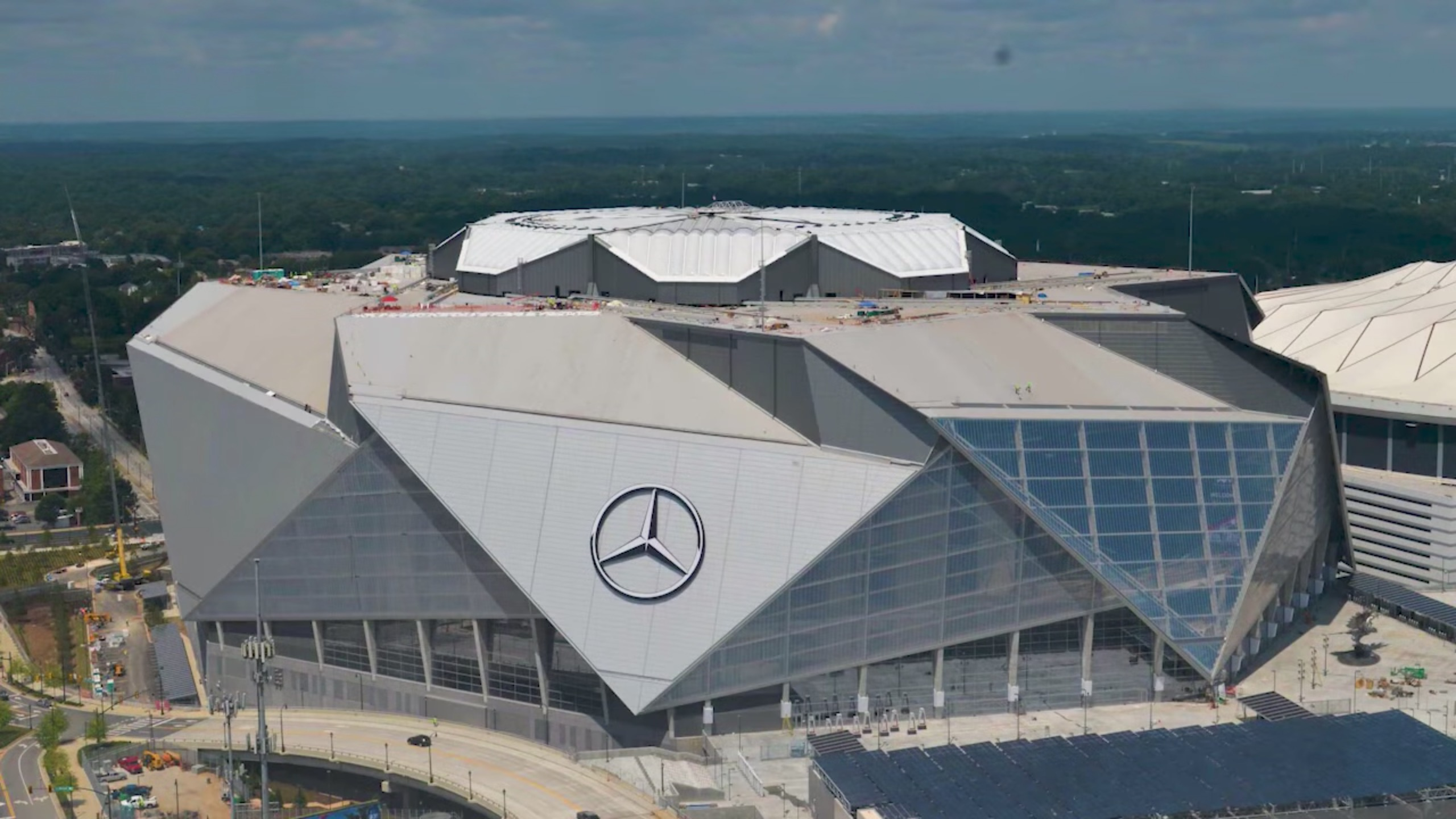
Mercedes-Benz Stadium.

En un esfuerzo para reemplazar al viejo Georgia Dome y potencialmente para poder acoger una futura Super Bowl (se le otorgó la celebración de la Super Bowl LIII), el dueño del equipo, Arthur Blank, propuso un acuerdo con la ciudad de Atlanta para la construcción de un nuevo estadio, no lejos de donde se emplaza el Georgia Dome. Blank aportará $800 millones y la ciudad de Atlanta aportará otros 200 millones de dólares a través de bonos respaldados por impuestos de la ciudad para la construcción de un estadio de techo retráctil. También contribuirá con dinero adicional para los excesos de costes si es necesario. El equipo proporcionará hasta $50 millones para los costos de infraestructura que no se incluyeron en el presupuesto de la construcción y para así poder retirar la deuda restante en el Georgia Dome. El costo total del estadio se estima en $1 mil millones.
En marzo de 2013, el Ayuntamiento de Atlanta votó 11-4 a favor de la propuesta. El estadio está programado para ser completado a tiempo para el 2017.

## Jugadores

### Números retirados
| Números retirados de Atlanta Falcons |                  |        |               |
| Núm.                                 | Jugador          | Posic. | Temp.         |
| 10                                   | Steve Bartkowski | QB     | 1975–85       |
| 31                                   | William Andrews  | RB     | 1979–83, 1986 |
| 57                                   | Jeff van Note    | C      | 1969–86       |
| 60                                   | Tommy Nobis      | LB     | 1966–76       |

### Salón de la Fama
| Salón de la Fama de Atlanta Falcons |                   |               |                  |           |
| Núm.                                | Nombre            | Posición      | Temporada(s)     | Inducción |
| –                                   | Norm van Brocklin | Entrenador    | 1968–74          | 1971      |
| 25                                  | Tommy McDonald    | Wide receiver | 1967             | 1998      |
| 29                                  | Eric Dickerson    | Running back  | 1993             | 1999      |
| 21                                  | Deion Sanders     | Cornerback    | 1989–93          | 2011      |
| 56                                  | Chris Doleman     | Defensive end | 1994–95          | 2012      |
| 87                                  | Claude Humphrey   | Defensive end | 1968–78          | 2014      |
| 4                                   | Brett Favre       | Quarterback   | 1991             | 2016      |
| 5                                   | Morten Andersen   | Kicker        | 1995–00, 2006–07 | 2017      |
| 88                                  | Tony González     | Tight End     | 1997-2013        | 2019      |